# 9769 Nautilus
A 9769 Nautilus (ideiglenes jelöléssel 1993 DG2) a Naprendszer kisbolygóövében található aszteroida. Natori Akira és Urata Takesi fedezte fel 1993. február 24-én.